# Valdese
Valdese – miasto w Stanach Zjednoczonych, w stanie Karolina Północna, w hrabstwie Burke.